# فقه الرضا
فقه الرضا نام کتابی است منسوب به علی بن موسی الرضا که در زمینه فقه نوشته شده‌است.

## مولف
در اینکه مولف این کتاب چه کسی است، اختلاف است، به طور کلی چند قول وجود دارد:
- علی بن موسی الرضا مولف کتاب است.
- شلمغانی این کتاب را با عنوان التکلیف نگاشته است.
- احمد بن محمد بن عیسی این کتاب را نگاشته است.
- علی بن موسی بابویه (پدر شیخ صدوق) نگارنده کتاب است.
- اصحاب علی بن موسی الرضا این کتاب را نگاشته اند.
- این کتابی است که از قدمای اصحاب به یادگار مانده‌است.
- یکی از فرزندان ائمه و به فرمان علی بن موسی الرضا نگارش یافته است.

احتمال اول با عدم ذکر این کتاب توسط شیخ صدوق در کتاب عیون اخبارالرضا که به تمام جوانب زندگی علی بن موسی الرضا پرداخته است، تضعیف می‌شود. همچنین وجود برخی عبارات همچون بعض العلماء و روایت از راویان، با سیاق کتب ائمه شیعه سازگاری ندارد. با این حال محمدتقی مجلسی، سید مجاهد، محقق نراقی، صاحب فصول و صاحب حدائق به انتساب این کتاب به علی بن موسی الرضا حکم کرده‌اند. عمده دلیل آنان، اعتماد ابن بابویه به این کتاب به طور حتمی است. برای انتساب این کتاب به علی بن موسی الرضا، ابهامات بسیاری گزارش شده‌است، از جمله اینکه، گزارش نقل استنساخ کتاب، چندان معتبر نیست؛ همچنین مستنسخ، گزارش‌هایی را از حاشیه کتاب کرده،ولی انها را استنساخ نکرده و یا گزارش ننموده است. همینطور علامه مجلسی به عنوان اولین نقل کننده این انتساب، از شواهد این انتساب گزارشی را نقل نمی‌کند.

## پیشینه
از این کتاب، تا قبل از دوران محمدتقی مجلسی، هیچ اشاره و ذکری گزارش نشده‌است و اولین کسی که از آن نقل کرده‌است، محمدتقی مجلسی است که در شرحش بر من لایحضر الفقیه، از کشف کتابی به نام فقه الرضا در قم یاد کرده‌است که شخصی به نام امیرحسین قریب از روی آن کتابت کرده است. محمدباقر مجلسی نیز نقل می‌کند که قاضی امیرحسین برایش نقل کرده‌است که کتابی قدیمی مربوط به عهد علی بن موسی الرضا را در مدینه مشاهده کرده‌است و از ان استنساخ نموده‌است.

## متن کتاب
برای مطالعه کتاب مراجعه شود به:
- مطالعه کتاب در کتابخانه دیجیتال موسسه تحقیقات و نشر معارف اهل بیت